# Theuma ovambica
Theuma ovambica är en spindelart som beskrevs av Lawrence 1927. Theuma ovambica ingår i släktet Theuma och familjen Prodidomidae.
Artens utbredningsområde är Namibia. Inga underarter finns listade i Catalogue of Life.